# CSU Voința Sibiu
CSU Voința Sibiu war ein rumänischer Fußballverein aus Sibiu. Er spielte zuletzt in der Liga II, der zweiten rumänischen Fußballliga.

## Geschichte
CSU Voința Sibiu wurde 2007 von dem rumänischen Geschäftsmann Ioan Hămbășan gegründet. In Zusammenarbeit mit Klaus Johannis, dem Bürgermeister der Stadt, setzte er damit die Fußballtradition in Sibiu nach der Auflösung der Vereine FC Inter Sibiu im Jahr 2003 und FC Sibiu im Jahr 2007 fort. Von 2009 bis 2011 gelangen dem neu entstandenen Club drei aufeinanderfolgende Aufstiege von Liga IV bis in Liga 1, eine einmalige Leistung im rumänischen Fußball.
Im Sommer 2009 beendete Marius Baciu seine Spielerkarriere bei Gaz Metan Mediaș und übernahm das Traineramt bei Voința, das sich in der Relegation gegen Retezatul Hațeg, den Sieger der Liga IV im Kreis Hunedoara, durchgesetzt hatte. Nach diesem Aufstieg in die Liga III bekam der Verein von der Stadt die Genehmigung, seine Heimspiele in dem größeren Stadion Municipal auszutragen. Am 9. Juni 2010 löste Baciu nach dem Aufstieg in die Liga II seinen Vertrag auf, um bei Pandurii Târgu Jiu anzuheuern. Er wurde durch Alexandru Pelici ersetzt, mit dem Voinţa im rumänischen Fußballpokal 2010/11 in der Runde der letzten 32 eine große Überraschung schaffte, als es im Nachbarschaftsderby den Erstligisten Gaz Metan Mediaș mit 3:1 nach Verlängerung ausschaltete. Man scheiterte erst in der Runde der letzten 16 am nächsten Verein aus der Eliteklasse, dem FC Timișoara.
Nach der ersten Halbserie 2010/2011 in Liga II war Voința Herbstmeister und sah sich dem Ziel Aufstieg nahe; am Ende sprang nur ein enttäuschender 4. Platz heraus. Doch die Freude war groß, als der rumänische Fußballverband nach den Lizenzentzügen von FC Timișoara und Gloria Bistrița eine Aufstiegsausscheidung mit Săgeata Năvodari festlegte, die CSU Voința für sich entscheiden konnte. Nach einem 0:0 in Năvodari folgte ein 2:0 im Rückspiel – damit ist Sibiu seit der Saison 1995/96 erstmals wieder im Oberhaus vertreten. Der Klub musste nach einem Jahr jedoch bereits wieder absteigen.
Während der Zweitligasaison 2012/13 zog sich der Verein nach elf Spieltagen aus der Meisterschaft zurück und wurde wegen Insolvenz aufgelöst.

## Ehemalige Trainer
- Marius Baciu (Sommer 2009 bis 9. Juni 2010)
- Alexandru Pelici (Juni 2010 bis Ende der Saison 2012/13)